# Iran Aseman Airlines Flight 6895
Iran Aseman Airlines Flight 6895 var en charterflyvning, der forulykkede 24. august 2008 i Bisjkek i Kirgisistan. Et fly fra Itek Air drevet af Iran Aseman Airlines som skulle til Mehrabad Lufthavn i Irans hovedstad Teheran, styrtede klokken 20.30 lokal tid nær Manas Internationale Lufthavn. De første rapporter gik ud på at flyet skulle til Mashhad International Airport i Iran, noget som senere viste sig at være forkert.
Kort tid efter start opdagede besætningen en alvorlig fejl og/eller kabinetrykket faldt kraftigt. Besætningen fortalte kontroltårnet at de ønskede at returnere til flyvepladsen de startede fra. På vej tilbage styrtede flyet cirka to kilometer fra flypladsens bane.
ASN-databasen opgiver at 22 af de 90 personer om bord overlevede ulykken, hvoraf 2 var besætningsmedlemmer, som ifølge BBC var om bord:
| Nationalitet | Passagerer | Besætning | Total | Overlevende |
| ------------ | ---------- | --------- | ----- | ----------- |
| Kirgisistan  | 24         | 6         | 30    | 11          |
| Iran         | 53         | 1         | 54    | 10          |
| Kasakhstan   | 3          | 0         | 3     | 0           |
| Kina         | 1          | 0         | 1     | 0           |
| Tyrkiet      | 1          | 0         | 1     | 0           |
| Canada       | 1          | 0         | 1     | 0           |
| Total        | 83         | 7         | 90    | 21          |

Blandt de omkomne var ti medlemmer af et volleyboldhold fra en videregående skole i den kirgisiske hovedstad Bisjkek.